# Temporada 2016-17 del Básquetbol chileno
La Temporada 2016-17 del básquetbol chileno abarcó todos los torneos de básquetbol profesional y amateur, nacionales e internacionales, disputados por clubes chilenos durante el período comprendido entre abril de 2016 y mayo de 2017.

## Torneos nacionales
El campeón de la LNB 2015-16 fue el club Club Deportivo Valdivia, el cual clasificó para la Liga Sudamericana de Clubes 2016 en su calidad de campeón. Este año el formato de la LNB cambio a un formato internacional, muy parecido al formato NBA o LNB Argentina.
| Categoría                | Campeonato      | Campeón |
| ------------------------ | --------------- | ------- |
| Liga Nacional            | LNB 2016-17     |         |
| Liga Nacional Femenina   | LINBAF 2016     |         |
| Copa Chile de Básquetbol | Copa Chile 2016 |         |

| Clasificado para la LDA 2017                         |
| Clasificado para la Liga Sudamericana de Clubes 2016 |

## Torneos Regionales
Los 2 primeros torneos del año serán la Libcentro 2016 y Liga Saesa 2016, pero este año comenzara la temporada con la Supercopa de Liga Saesa 2016 que enfrentan a los campeones de primera división y segunda división de liga saesa respectivamente. Una vez más los primeros dos lugares de liga saesa y libcentro se enfrentaran en la copa Chile para seleccionar al representante chileno en la liga sudamericana de clubes.
| Categoría  | Campeonato                      | Campeón            |
| ---------- | ------------------------------- | ------------------ |
| Libcentro  | Libcentro 2016                  | Los Leones         |
| Liga Saesa | Liga SAESA 2016                 | CDV                |
| Liga Saesa | Temporada 2016 Segunda División |                    |
| Liga Saesa | Supercopa de Liga Saesa 2016    | A.B. Temuco Ñielol |

## Torneos Juveniles
| Categoría           | Campeonato               | Campeón |
| ------------------- | ------------------------ | ------- |
| Campioni del Domani | Campioni del Domani 2016 |         |

## Torneos internacionales
el club valdivia ganó el derecho de participar en la liga sudamericana por haber ganado la final de la LNB 2015. este será el último año que la LNB dará cupo para dicho torneo, ya que a partir de esta temporada su cupo será para la liga de las Américas y la copa Chile será para escoger al representante en la liga sudamericana. 
| Categoría                   | Campeonato | Representante |
| --------------------------- | ---------- | ------------- |
| Liga Sudamericana de Clubes | LSC 2016   |               |
| Liga de las Américas        | LDA 2017   |               |